# Magoumi
Magoumi ist ein Arrondissement im Departement Collines im westafrikanischen Staat Benin. Es ist eine Verwaltungseinheit, die der Gerichtsbarkeit der Kommune Glazoué untersteht.

## Demografie und Verwaltung
Gemäß der Volkszählung 2013 des beninischen Statistikamtes INSAE hatte das Arrondissement 10.538 Einwohner, davon waren 5174 männlich und 5364 weiblich.
Von den 68 Dörfern und Quartieren der Kommune Glazoué entfallen sechs auf Magoumi:
1. Aïdjesso
2. Boubou
3. Haï
4. Houala
5. Monso
6. Oguirin